# Ситасти синус
Ситасти синус (лат. sinus ethmoidalis) је парна параназална шупљина смештена у лавиринту ситасте кости између очне и носне дупље. Састављен је од тзв. ћелија, односно пнеуматичних шупљина раздвојених коштаним преградама. Њихов број је варијабилан и креће се између 5 и 14, али најчешће има између 8 и 10 ћелија.
Највећи број ових шупљина је смештен у лавиринту кости, док су неке распорећене по периферији и имају изглед полућелија. Оне ступају у односе са сличним структурама околних костију (горња вилица, чеона и клинаста кост) и тако образују комплетне ћелије. Њихов облик и величина су веома варијабилни и зависе од броја и положаја шупљина. Све ћелије се могу поделити у две велике групе: предње (лат. sinus ethmoidales anteriores) и задње ћелије (лат. sinus ethmoidales posteriores).
Предње ћелије (којих има 5-8) се отварају у средњи носни ходник, док се задње ћелије (којих има 2-4) уливају у горњи носни ходник. Свака ћелија најчешће има засебан отвор.